# Walter Heck
Walter Heck (16. svibnja 1910. – 28. veljače 1987.) - njemački admiral

### Reichsmarine
Heck se pridružio Reichswehru 1929. Započeo je s brodskim zapovjedništvom Baltičkog mora u Stralsundu i pohađao pomorsku školu Mürwik. Godine 1930. postao je vezista na lakoj krstarici Karlsruhe. Slijedile su stanice za obuku u pomorskim školama u Kielu i Mürwiku, kao i na SMS Schlesienu. 1933. postao je ravnatelj Tehničke pomorske škole u Kielu. Tada je bio 2. upravni službenik VI. Odjel pomorskog topništva (1933). 

### Mornarica i studiji
Zatim je bio 2. upravni službenik na lakoj krstašici Nürnberg (1935.) i ponovno VI. Odsjek za pomorsko topništvo (1936). Postao je časnik grupe za kadete (V) u pomorskoj školi Mürwik, kasnije časnik za obuku kadeta (V) na krstarici Šleska i časnik skupine za zastavnike (V) u pomorskoj školi Mürwik. Godine 1937. postao je časnik za upravljanje brodom na razaraču Leberecht Maass. Godine 1938. imenovan je pomoćnikom pomorskog kadrovskog ureda za studij ekonomije na Friedrich-Wilhelms-Universität zu Berlin, koji je 1941. diplomirao ekonomiju. U travnju 1941. postao je administrativni časnik s zapovjednikom mornarice C, kasnije u Rigi. Od listopada 1941. do prosinca 1943. bio je učitelj u pomorskoj školi Mürwik. Nakon što je radio kao nekvalificirani radnik na čelu uprave flote u Mürwiku, ponovno je bio učitelj u pomorskoj školi od srpnja 1944. do svibnja 1945. godine. 

### Poslijeratno razdoblje
Nakon završetka rata bio je načelnik uprave u pomorskoj bazi Mürwik. U rujnu 1945. preuzeo je upravljanje pomorskom gospodarskom grupom kod voditelja radova u Flensburgu. Godine 1946. tada je bio načelnik odjela za plaće u upravi mornaričkog mjesta Mürwik. Od 1946. do 1952. bio je direktor administrativnog seminara Schleswig-Holstein u Bordesholmu. 1952. preselio se u Savezni ured za reviziju u Frankfurtu na Majni kao viši vladin vijećnik. 

### Savezna mornarica
Godine 1956. pridružio se njemačkim oružanim snagama, isprva radeći u Odjelu VII Saveznog ministarstva obrane (BMVg) u Bonnu. Godine 1957. pohađao je tečaj IV u Adenauu. 1959. postao je načelnik odjela u Fü B V 3. 1962. bio je načelnik stožera u zapovjedništvu pomorskog odjela Sjeverno more 1962./63. Preuzeo je poslove zapovjednika u zapovjedništvu mornaričkog odsjeka na Baltičkom moru, a 1963. tamo je imenovan zapovjednikom. 1963. bio je zamjenik zapovjednika flote u Wilhelmshavenu. Od 1963. bio je stožerni časnik DACOS -a za njemačku logistiku u SHAPE -u u Parizu. 1966. postao je voditelj pododjela S V u BMVg, a 1969. u zapovjednom sastavu oružanih snaga (Fü S V). Godine 1970. povukao se iz službe.

## Razno
Od 1976. do 1983. bio je glasnogovornik savjetodavnog odbora Društva Clausewitz. 
Bio je oženjen.

## Nagrade
- 1969: Savezni križ za zasluge, 1. razred
- Legija zasluga (časnik)
- 1983: Zlatna počasna značka društva Clausewitz